# هجرة بشرية

معدلات الهجرات العالمية لعام 2008: إيجابي (أزرق) - سلبي (برتقالي) - ثابت (أخضر) - لا معلومات (رمادي).

الهجر البشرية هي حركة فيزيائية للبشر من منطقة إلى أخرى، وأحياناً تمتد هذه الهجرات لمسافة طويلة وتقوم بها مجموعات ضخمة من البشر. استمرت حركة السكان في العصور الحديثة تحت شكلي الهجرة عير الاضطرارية ضمن منطقة واحدة أو دولة أو قارة والهجرة الاضطرارية (التي تتضمن الأغراض التجارية والمتاجرة بالبشر والهرب من التطهير العرقي). يُسمى الناس الذين يُهاجرون بـ «المهاجرين»، أو خصوصاً أكثر المستوطنون، بناءً على الظروف والوضع التاريخي.
حسب تقرير هجرات العالم لعام 2010 الذي أصدرته منظمة الهجرة الدولية فإن عدد المهاجرين الدوليين حول العالم قدر بـ214 مليون لـ2010. وإذا تابع الرقم نموه بنفس المعدل الذي نما به خلال آخر 20 عامًا فإنه سيَصل إلى 405 ملايين بحلول عام 2050. بعض هذه الهجرات تحدث بسبب الحروب (مثل الهجرة من العراق والبوسنة إلى الولايات المتحدة وبريطانيا) أو الصراعات السياسية (مثل بعض المهاجرين من زيمبابوي إلى بريطانيا) أو الكوارث الطبيعية (مثل الهجرة من مونتسرات إلى بريطانيا بعد ثوران بركان الجزيرة)، لكن السائد عموماً في الهجرات الحديثة هو أن يَكون السبب المشكلات الاقتصادية والمالية. خصوصاً أنه يُوجد تفاوت كبير في الدخل المكتسب من العمل نفسه بين بلدان مختلفة في العالم. وأيضاً توجد دائماً أعمال في بعض البلدان عالية الأجر تواجه نقصاً في عدد العاملين ذوي المهارة والكفاءة الكافية للعمل.

## تاريخ الهجرة البشرية

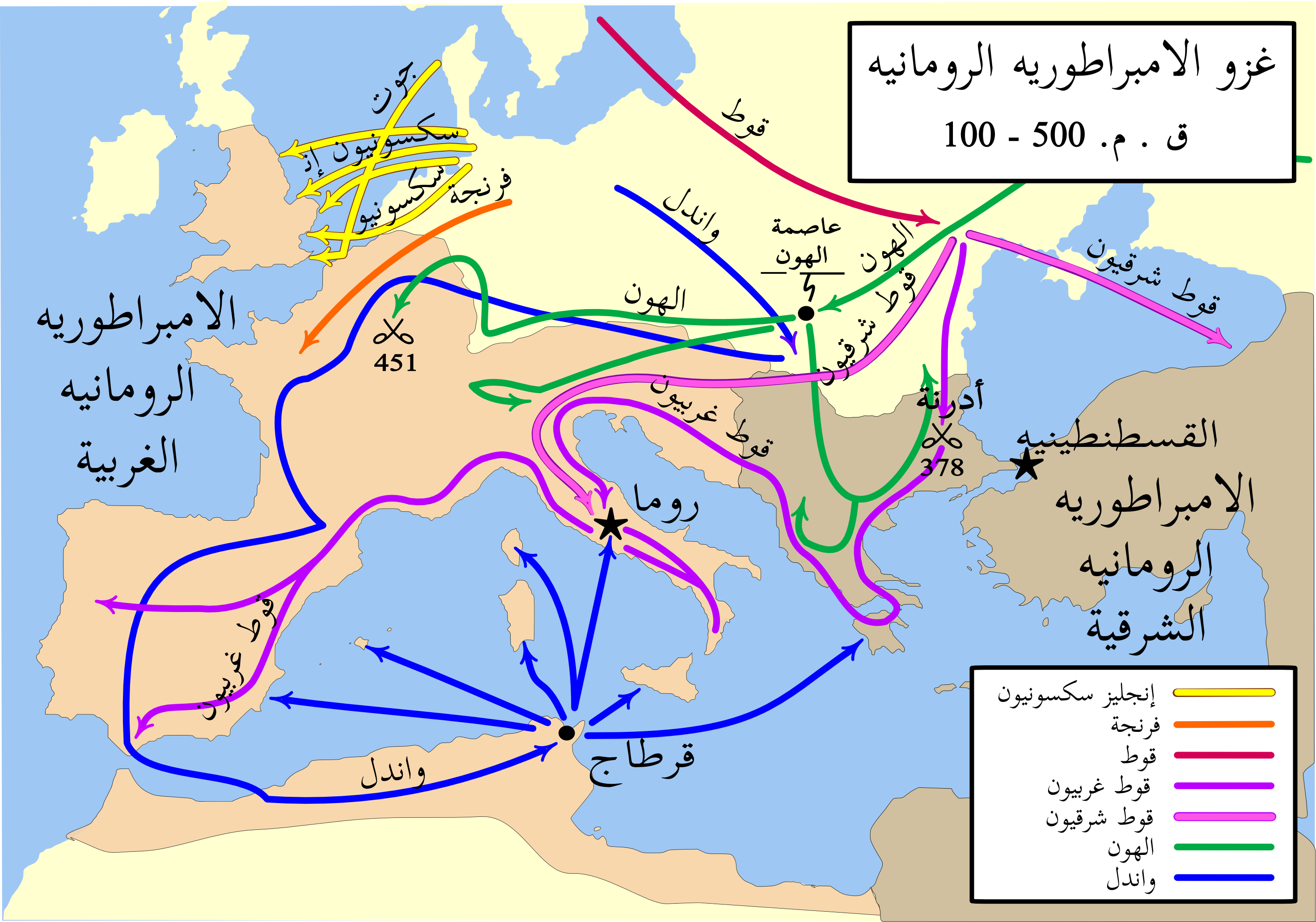
عصر الهجرات بين القرنين الرابع والسادس الميلاديين.

بدأت الهجرات التاريخية للسكان البشر مع حركة الإنسان المنتصب خارج قارة أفريقيا عبر أوراسيا قبل حوالي مليون عام. ويَبدو أن الإنسان نفسه قطن كل أفريقيا قبل 150,000 عام، ثم تحرك خارجها قبل 70,000 عام وانتشر عبر آسيا وأوروبا وأستراليا بحلول عام 40,000 ق.م. أما الهجرة إلى الأمريكيتين فقد حدثت قبل ما يَتراوح من 20,000 إلى 15,000 عام، وقبل 2,000 عام كانت معظم جزر المحيط الهادي قد استعمرت. شهدت تحركات السكان اللاحقة بشكل ملحوظ حدوث الثورة النيوليثية وانتشار الهندو أوروبيين الأوائل وبدأ هجرات العصور الوسطى العظيمة (بما في ذلك هجرات الأتراك). حدث في بعض الأماكن تغير ثقافي جذريّ بعد هجرة عدد قليل نسبياً من السكان، مثل تحول الثقافة البريتونية إلى الإنكليزية بين القرنين الرابع والسابع الميلاديين في ما كان آنذاك بريطانيا الرومانية.
سافر البشر القدماء بسبب عوامل عديدة، مثل تغير المناخ والتضاريس وقلة الطعام المتوفر. تشير الدلائل إلى أن أسلاف السكان الأستراليين انتشروا عبر المناطق المُمتدة من جنوب الصين إلى جزيرة تايوان في وقت ما قبل حوالي 8,000 عام. تشير الدلائل المُستمدة من علم اللغويات التاريخية إلى أن المُهاجرين البحارة بدؤوا هجراتهم من هذه الجزيرة (تايوان)، وربما كان ذلك ضمن موجات ضخمة فصلتها ألفيات من الزمن، وقد سادت آنذاك اللغة الأوسترونيسية في المنطقة بأكملها. يُعتقد أن هذه الهجرة بدأت قبل حوالي 6,000 عام. يَفترض العلماء اليوم أن الهجرة الهندو-آرية من وادي السند إلى سهل نهر الغانج في شمال الهند حدثت في فترة ما بين أواسط وأواخر العصر البرونزي، وهي فترة كانت متزامنة مع «مرحلة الهاربان المتأخر» في الهند (من 1700 إلى 1300 ق.م). وفي عام 180 ق.م بدأت سلسلة من الغزوات من وسط آسيا، بما في ذلك ما قاده الهندو-إغريق والهندو-سيكثيون والهندو-بارثيون والكوشانيون في شمال غرب شبه القارة الهندية.